# امیلی سانگ
امیلی سانگ (به انگلیسی: Emily Song)با نام اصلی سانگ می-جین (به انگلیسی: Song Mi-jin)(زاده ۲۳ مارس ۱۹۸۳) خواننده، بازیگر کره‌ای است.
او عضو گروه دریم گرلز است.